# Lista odcinków serialu anime Tsubasa Chronicle
Poniżej znajduje się lista odcinków serii animowanych będących adaptacją shōnen mangi Tsubasa –Reservoir Chronicle– (jap. ツバサ–RESERVoir CHRoNiCLE– Tsubasa –Rezaboa Kuronikuru–), napisanej i ilustrowanej przez japońską kobiecą grupę mangaczek Clamp. Adaptacje zostały wykonane przez dwie różne firmy. Studio animacji Bee Train wyprodukowało 52 odcinki anime, podzielone na dwie serie po 26 odcinków każda, wydane pod wspólnym tytułem Tsubasa Chronicle. Scenariusz obu serii napisał Hiroyuki Kawasaki, a wyreżyserował je Kōichi Mashimo oraz Hiroshi Morioka (jako drugi reżyser 2. serii). Pozostałe adaptacje (dwie serie OAV oraz film) zostały wyprodukowane przez studio Production I.G. Film ten został wyreżyserowany przez Itsuro Kawasakiego a scenariusz napisali przez Midori Goto oraz Junichi Fujisaku. Reżyserem OVA był Shunsuke Tada, scenariusz został napisany przez Nanase Ōkawę. Muzykę od wszystkich adaptacji napisała Yuki Kajiura.
Istnieją dwie, niezależnie utworzone, polskie wersje językowe. Pierwsza z nich powstała na zlecenie Hypera i została wykonana przez Studio Publishing, a autorem tłumaczenia jest Ewa Krassowska-Mackiewicz. Druga została wykonana przez AV Visionen.

## Tsubasa Chronicle- pierwsza seria (2005)
Czołówką pierwszego sezonu serialu Tsubasa Chronicle (jap. ツバサ·クロニクル Tsubasa Kuronikuru) jest utwór Blaze, śpiewany przez Kin'yę Kotani. Piosenką końcową jest Loop (jap. ループ Rūpu), śpiewany przez Maayę Sakamoto.
| N/o | #  | Tytuł                                                                                                | Premiera             | Premiera w Polsce                               |
| --- | -- | --- | -------------------- | ----------------------------------------------- |
| 1   | 1  | Hitsuzen no Deai (必然のデアイ)                                                                      | 9 kwietnia 2005      | 30 maja 2007 (Hyper) 21 września 2006 (DVD)     |
|     |    | |                      |                                                 |
| 2   | 2  | Tatakau Chikara (戦うチカラ)                                                                         | 16 kwietnia 2005     | 31 maja 2007 (Hyper) 21 września 2006 (DVD)     |
|     |    | |                      |                                                 |
| 3   | 3  | Hama no Katana (破魔のカタナ)                                                                        | 23 kwietnia 2005     | 1 czerwca 2007 (Hyper) 21 września 2006 (DVD)   |
|     |    | |                      |                                                 |
| 4   | 4  | / Niewinny wędrowiec Kegare Naki Hōrō (汚れなき放浪)                                                 | 30 kwietnia 2005     | 2 czerwca 2007 (Hyper) 21 września 2006 (DVD)   |
|     |    | |                      |                                                 |
| 5   | 5  | / Walka magów Majutsushi no Batoru (魔術師のバトル)                                                  | 7 maja 2005          | 3 czerwca 2007 (Hyper) 21 września 2006 (DVD)   |
|     |    | |                      |                                                 |
| 6   | 6  | Łzy, które nie płyną Nakanai Namida (泣かないナミダ)                                                 | 14 maja 2005         | 4 czerwca 2007 (Hyper) 21 września 2006 (DVD)   |
|     |    | |                      |                                                 |
| 7   | 7  | Zniszczona pamiątka Kudaketa Katami (砕けたカタミ)                                                   | 21 maja 2005         | 5 czerwca 2007 (Hyper) 21 września 2006 (DVD)   |
|     |    | |                      |                                                 |
| 8   | 8  | Ulubienica bogów Kami no Manamusume (神の愛娘)                                                       | 28 maja 2005         | 6 czerwca 2007 (Hyper) 21 września 2006 (DVD)   |
|     |    | |                      |                                                 |
| 9   | 9  | Tajemnicza kobieta Ayashiki Onna (妖しきオンナ)                                                      | 4 czerwca 2005       | 7 czerwca 2007 (Hyper) 21 września 2006 (DVD)   |
|     |    | |                      |                                                 |
| 10  | 10 | Lustro pożegnania Wakare no Kagami (別離のカガミ)                                                    | 11 czerwca 2005      | 8 czerwca 2007 (Hyper) 23 listopada 2006 (DVD)  |
|     |    | |                      |                                                 |
| 11  | 11 | Wybrany poranek Erabareta Ashita (選ばれたアシタ)                                                    | 18 czerwca 2005      | 9 czerwca 2007 (Hyper) 23 listopada 2006 (DVD)  |
|     |    | |                      |                                                 |
| 12  | 12 | Ciepły uśmiech Atatakana Egao (暖かなエガオ)                                                         | 25 czerwca 2005      | 10 czerwca 2007 (Hyper) 23 listopada 2006 (DVD) |
|     |    | |                      |                                                 |
| 13  | 13 | Legendarna zjawa / Legenda i fantazja Maboroshi no Otogi (まぼろしのオトギ)                          | 2 lipca 2005         | 11 czerwca 2007 (Hyper) 23 listopada 2006 (DVD) |
|     |    | |                      |                                                 |
| 14  | 14 | Dzieje prawdy / Prawdziwa historia Shinjitsu no Rekishi (真実のレキシ)                               | 9 lipca 2005         | 12 czerwca 2007 (Hyper) 23 listopada 2006 (DVD) |
|     |    | |                      |                                                 |
| 15  | 15 | Serce pełne wiary / Wierzące serce Shinjiru Kokoro (信じるココロ)                                    | 16 lipca 2005        | 13 czerwca 2007 (Hyper) 23 listopada 2006 (DVD) |
|     |    | |                      |                                                 |
| 16  | 16 | Siła i uprzejmość / Siła i dobroć Tsuyosa to Yasashisa (強さと優しさ)                                | 23 lipca 2005        | 14 czerwca 2007 (Hyper) 23 listopada 2006 (DVD) |
|     |    | |                      |                                                 |
| 17  | 17 | Kawiarenka w kraju kwitnącej wiśni / Kawiarnia w kraju wiśni Sakura no Kuni no Kafe (桜の国のカフェ) | 30 lipca 2005        | 15 czerwca 2007 (Hyper) 23 listopada 2006 (DVD) |
|     |    | |                      |                                                 |
| 18  | 18 | Kotki i pieski / Kotki i pieski Nyanko to Wanko (にゃんことワンコ)                                   | 20 sierpnia 2005     | 16 czerwca 2007 (Hyper) 23 listopada 2006 (DVD) |
|     |    | |                      |                                                 |
| 19  | 19 | / Chęć życia Ikiru Kakugo (生きるカクゴ)                                                             | 27 sierpnia 2005     | 17 czerwca 2007 (Hyper) 7 lutego 2007 (DVD)     |
|     |    | |                      |                                                 |
| 20  | 20 | / Wieczór fortepianowy Gogo no Piano (午後のピアノ)                                                  | 3 września 2005      | 18 czerwca 2007 (Hyper) 7 lutego 2007 (DVD)     |
|     |    | |                      |                                                 |
| 21  | 21 | / Oblicze demona Oni no Sugao (鬼児のスガオ)                                                         | 10 września 2005     | 19 czerwca 2007 (Hyper) 7 lutego 2007 (DVD)     |
|     |    | |                      |                                                 |
| 22  | 22 | / Niezatarta pamięć Kesenai Kioku (消せないキオク)                                                   | 17 września 2005     | 20 czerwca 2007 (Hyper) 7 lutego 2007 (DVD)     |
|     |    | |                      |                                                 |
| 23  | 23 | / Odchodzące życie Kie yuku Inochi (消えゆくイノチ)                                                  | 24 września 2005     | 21 czerwca 2007 (Hyper) 7 lutego 2007 (DVD)     |
|     |    | |                      |                                                 |
| 24  | 24 | / Miecz życia i śmierci Shitō no Yaiba (死闘のヤイバ)                                                | 1 października 2005  | 22 czerwca 2007 (Hyper) 7 lutego 2007 (DVD)     |
|     |    | |                      |                                                 |
| 25  | 25 | / Ostateczna walka Kyūkyoku no Gēmu (究極のゲーム)                                                   | 8 października 2005  | 23 czerwca 2007 (Hyper) 7 lutego 2007 (DVD)     |
|     |    | |                      |                                                 |
| 26  | 26 | / Ostatnie życzenie Saigo no Negai (最後の願い)                                                      | 15 października 2005 | 24 czerwca 2007 (Hyper) 7 lutego 2007 (DVD)     |
|     |    | |                      |                                                 |

## Tsubasa Chronicle: The Movie(2005)
Film ten zawiera dwa przewodnie motywy muzyczne: czołówkę filmu pt. Aerial śpiewaną przez Kin'yę Kotani oraz piosenkę końcową pt. Amrita śpiewaną przez Yui Makino. Oryginalny tytuł filmu można tłumaczyć jako Film Tsubasa Chronicle: Księżniczka Kraju Klatek dla Ptaków.
| N/o | # | Tytuł | Premiera         | Premiera w Polsce                           |
| --- | - | --- | ---------------- | ------------------------------------------- |
| – | – | Tsubasa Chronicle: The Movie Gekijōban Tsubasa Kuronikuru Torikago no Kuni no Himegimi (劇場版 ツバサ·クロニクル 鳥カゴの国の姫君) | 20 sierpnia 2005 | 21 września 2006 (DVD) 22 maja 2008 (Hyper) |
| Podróżnicy zostają przeniesieni przez Mokonę do kraju, który znajduje się w wielkiej klatce. Obecny władca-uzurpator i jednocześnie wujek prawowitej władczyni, księżniczki Tomoyo, realizuje plan rozpostarcia nad całym królestwem wiecznych ciemności. Księżniczka Tomoyo próbuje zniweczyć jego plany i się przed nim ukrywa. Wkrótce po spotkaniu się z podróżnikami ukrywająca się księżniczka zostaje porwana. Syaorana i drużynę czeka wiele przeszkód, zanim odzyskają kolejne pióro Sakury do kolekcji. |   | |                  |                                             |

## Tsubasa Chronicle- druga seria (2006)
Czołówką serii jest utwór It's, śpiewany przez Kin'yę Kotani. Piosenką końcową jest Kazemachi Jet (jap. 風待ちジェット), śpiewana przez Maayę Sakamoto.
| N/o | #  | Tytuł                                                               | Premiera             | Premiera w Polsce (Hyper) |
| --- | -- | ------------------------------------------------------------------- | -------------------- | ------------------------- |
| 27 | 1  | Niebezpieczny wyścig Kiken na Rēsu (危険なレース)                   | 29 kwietnia 2006     | 18 czerwca 2008           |
| Podróżnicy lądują w futurystycznym świecie Piffle i odkrywają, że jedno z piór Sakury jest główną nagrodą w wyścigu. Decydują się więc na udział w wyścigu. |    |                                                                     |                      |                           |
| 28 | 2  | Trzy odznaki Mittsu no Bajji (三つのバッジ)                         | 5 maja 2006          | 19 czerwca 2008           |
| Tomoyo, właścicielka firmy Piffle Princess, ostrzega podróżników, że ktoś manipuluje przebiegiem wyścigu. Gdy wyścig się zaczyna, Fay zostaje wyeliminowany z wyścigu, gdy jego pojazd eksploduje. Eksplozje w kanionie uszkadzają pojazd Ryū-ō, a Syaoran próbuje uratować mu życie rozbijając własny pojazd. |    |                                                                     |                      |                           |
| 29 | 3  | Chwała zwycięstwa Eikō no Gōru (栄光のゴール)                       | 13 maja 2006         | 20 czerwca 2008           |
| Syaoran i Ryū-ō wypadają z wyścigu. Kurogane, który ratuje księżniczkę osłaniając ją przed eksplozją, również zostaje wyeliminowany. Gdy Fay i Kurogane pytają Tomoyo o to, skąd wiedziała o sabotażu, Tomoyo przyznaje, że chciała ustawić wyścig tak, by wygrała Sakura i mogła odzyskać swoje pióro. |    |                                                                     |                      |                           |
| 30 | 4  | Smutny cud Kanashii Kiseki (哀しいキセキ)                           | 20 maja 2006         | 21 czerwca 2008           |
| |    |                                                                     |                      |                           |
| 31 | 5  | Determinacja małego chłopca Shōnen no Ketsui (少年のケツイ)         | 27 maja 2006         | 22 czerwca 2008           |
| |    |                                                                     |                      |                           |
| 32 | 6  | Randka z czarownikiem Majutsushi to Dēto (魔術師とデート)           | 3 czerwca 2006       | 23 czerwca 2008           |
| |    |                                                                     |                      |                           |
| 33 | 7  | Przepowiednia Ashury Ashura no Iware (阿修羅のイワレ)               | 10 czerwca 2006      | 24 czerwca 2008           |
| |    |                                                                     |                      |                           |
| 34 | 8  | Walka bez końca Owarinaki Ikusa (終わりなきイクサ)                  | 17 czerwca 2006      | 25 czerwca 2008           |
| |    |                                                                     |                      |                           |
| 35 | 9  | Dwa wspomnienia Futatsu no Kioku (ふたつのキオク)                   | 24 czerwca 2006      | 26 czerwca 2008           |
| |    |                                                                     |                      |                           |
| 36 | 10 | Ponadczasowa myśl Toki o Koeru Omoi (時をこえるオモイ)              | 1 lipca 2006         | 27 czerwca 2008           |
| |    |                                                                     |                      |                           |
| 37 | 11 | Rysunek Mokony Oekaki Mokona (おえかきモコナ)                       | 8 lipca 2006         | 28 czerwca 2008           |
| Podróżnicy pojawiają się w świecie, gdzie zdają się zdeformowani. Okazuje się, że wylądowali w świecie stworzonym przez rysownika używającego do rysowania jednego z piór Sakury. Mokona, jedyna niedotknięta efektem pióra, wydostaje się na zewnątrz rysunku i musi użyć pióra, by narysować historię ucieczki z rysunku, by pozostali mogli się zeń wydostać, jednak Mokonę ponosi wyobraźnia.                                                                           |    |                                                                     |                      |                           |
| 38 | 12 | Niebezpieczna szosa Kiken na Rōdo (危険なロード)                    | 15 lipca 2006        | 29 czerwca 2008           |
| Podróżnicy zjawiają się w Kraju Darōga, a Mokona chce oddać wcześniej zdobyte pióro Sakurze. Jednakże w międzyczasie nagły podmuch wiatru porywa pióro, które zaczepia się na przejeżdżającej ciężarówce. Podróżnicy wyruszają w pogoń za ciężarówką autobusem, wypełnioną pasażerami, którzy również ścigają ową ciężarówkę. Nocą autobus zostaje zaatakowany przez gang motocyklowy. Kurogane i Syaoran bronią pojazdu.                                                   |    |                                                                     |                      |                           |
| 39 | 13 | Spotkanie to początek rozstania Hajimari no Wakare (始まりのワカレ) | 22 lipca 2006        | 30 czerwca 2008           |
| Kurogane zatrzymuje motocyklistów, a w międzyczasie Syaoran udaje się w dalszy pościg za piórem i ciężarówką, która wciąż przyspiesza. Gangsterów udaje się pokonać, a Syaoran zdobywa pióro, gdy ciężarówka zatrzymuje się w mieście. |    |                                                                     |                      |                           |
| 40 | 14 | Hartowanie stali Kuroki Hagane (黒き鋼)                             | 29 lipca 2006        | 1 lipca 2008              |
| Podróżnicy lądują w Państwie Rekord, gdzie Syaoran znajduje książkę z opisaną w niej przeszłością Kurogane. Książka dzięki magii pokazuje mu swoją treść w formie wizji. W ten sposób dowiaduje się, że Kurogane był synem lokalnego arystokraty i kapłanki w starożytnej Japonii. Po śmierci ojca z rąk demona, jego matka zostaje zabita przez tę samą osobę, która odpowiedzialna jest za rozproszenie piór Sakury. Księżniczka Tomoyo wzięła Kurogane pod swoją opiekę. |    |                                                                     |                      |                           |
| 41 | 15 | Sekret biblioteki Toshokan no Himitsu (図書館のヒミツ)              | 5 sierpnia 2006      | 2 lipca 2008              |
| Podróżnicy odkrywają, że książka, którą przeczytał Syaoran, jest kopią oryginalnej Księgi Wspomnień. Jedna z książek ma na okładce coś, co wygląda jak jedno z piór Sakury, jednak bibliotekarze nie pozwalają im zbliżyć się do książki. Postanawiają więc zdobyć pióro w inny sposób, co kończy się tym, że trafiają do miejsca, które bardzo przypomina Królestwo Clow.                                                                                                  |    |                                                                     |                      |                           |
| 42 | 16 | Druga strona wspomnień Bōkyō no Kanata (望郷のカナタ)               | 26 sierpnia 2006     | 3 lipca 2008              |
| |    |                                                                     |                      |                           |
| 43 | 17 | Piąta przysięga Itsutsume no Chikai (五つ目のチカイ)                | 2 września 2006      | 4 lipca 2008              |
| |    |                                                                     |                      |                           |
| 44 | 18 | Kero-chan i Mokona Kero-chan to Mokona (ケロちゃんとモコナ)         | 9 września 2006      | 5 lipca 2008              |
| |    |                                                                     |                      |                           |
| 45 | 19 | Następne kłopoty Nidome no Kunan (二度目のクナン)                   | 16 września 2006     | 6 lipca 2008              |
| |    |                                                                     |                      |                           |
| 46 | 20 | Sekret tajemnej sztuki Hijutsu no Gokui (秘術のゴクイ)              | 23 września 2006     | 7 lipca 2008              |
| |    |                                                                     |                      |                           |
| 47 | 21 | Pracująca Sakura Hataraku Sakura (はたらくサクラ)                   | 30 września 2006     | 8 lipca 2008              |
| |    |                                                                     |                      |                           |
| 48 | 22 | Chaos – Król piór Haō Kaosu (羽王カオス)                            | 7 października 2006  | 9 lipca 2008              |
| |    |                                                                     |                      |                           |
| 49 | 23 | Zaskakująca propozycja Yuganda Negai (歪んだネガイ)                 | 14 października 2006 | 10 lipca 2008             |
| |    |                                                                     |                      |                           |
| 50 | 24 | Decyzja przyjaciela Ketsui no Nakama (決意のナカマ)                 | 21 października 2006 | 11 lipca 2008             |
| |    |                                                                     |                      |                           |
| 51 | 25 | Zmrożona dusza Itetsuku Mitama (凍てつくミタマ)                     | 28 października 2006 | 12 lipca 2008             |
| |    |                                                                     |                      |                           |
| 52 | 26 | Skrzydła jutra Asu e no Tsubasa (明日へのツバサ)                    | 4 listopada 2006     | 13 lipca 2008             |
| |    |                                                                     |                      |                           |

## Tsubasa Tokyo Revelations(2007-2008)
Ta 3-odcinkowa seria OVA, zatytułowana Tsubasa Tokyo Revelations (jap. ツバサ TOKYO REVELATIONS) zawiera dwa przewodnie motywy muzyczne. Są to Synchronicity, służący jako czołówka OVA, śpiewany przez Yui Makino, oraz Saigo no Kajitsu (jap. さいごの果実) wykonywany przez Maayę Sakamoto i służący jako piosenka końcowa. Ova zostało w Polsce wydane przez AV Visionen.
| N/o | Tytuł                                | Premiera          | Premiera w Polsce      |
| --- | ------------------------------------ | ----------------- | ---------------------- |
| 1 | Majutsushi no dengon (魔術師の伝言)  | 16 listopada 2007 | 13 września 2009 (DVD) |
| Podróżnicy zjawiają się w postapokaliptycznym Tokio. Uciekając przed toksycznym deszczem, Syaoran i Mokona napotykają Kamuiego Shirō i jego grupę. Biorąc Syaorana za złodzieja, atakują go i poważnie ranią, jednakże zostaje uratowany przez Kurogane. Przekonując się, że przybysze nie są złodziejami, Kamui pozwala grupie schronić się w ich kryjówce i wyleczyć rany. Wkrótce spotykają również inną grupę, tym razem dowodzoną przez Fūmę Monou. Kurogane opowiada Fayowi o swojej przeszłości. Tajemniczy człowiek przetrzymywany przez Fei Wong Reeda budzi się. |                                      |                   |                        |
| 2 | Shōnen no migime (少年の右目)        | 17 stycznia 2008  | 13 września 2009 (DVD) |
| Okazuje się, że człowiek przetrzymywany przez Fei Wong Reeda jest prawdziwym Syaoranem, natomiast ten podróżujący z Sakurą, Fayem i Kurogane jest jedynie jego klonem. Prawdziwy Syaoran ucieka ze swojego więzienia i przemieszcza się przez wymiary na spotkanie swojemu klonowi. Ponieważ prawdziwy Syaoran się obudził, pieczęć w prawym oku klona, w którym znajdowało się jego "serce" została złamana. Bez serca, instynkty klona, przytłumione poprzednio przez serce zaczynają działać, tłumiąc wszelkie ludzkie odruchy. Klon zjada lewe oko Faya, po czym prawdziwy Syaoran walczy z klonem. Klon zdobywa pióro i oddaje je Sakurze, a następnie odchodzi przez portal otwarty przez swojego stworzyciela, Fei Wong Reeda, ignorując błagania Sakury. Subaru Sumeragi, bliźniak Kamuiego budzi się ze śpiączki. |                                      |                   |                        |
| 3 | Himegimi no mita yume (姫君の視た夢) | 17 marca 2008     | 13 września 2009 (DVD) |
| Po odejściu klona, woda w budynku znika, a Fay jest umierający. Subaru prosi Wiedźmę Wymiarów o nowy zapas wody, a Kurogane prosi o uratowanie życia Fayowi. Fay, by ocalić mu życie, zostaje nakarmiony krwią wampirów, przez co jednak sam staje się wampirem. Natomiast ceną za zapasy wody jest to, że Sakura musi odnaleźć pewien skarb znajdujący się gdzieś na terenie Tokio. W czasie wypełniania zadania Sakura zostaje ranna. Ludzie z Tokyo Tower oddają pióro ludziom z budynku w zamian za schronienie. Yūko wyjawia podróżnikom, że to Fei Wong Reed jest odpowiedzialny za rozsianie piór i ich podróż przez wymiary. Mimo to, Sakura decyduje się na dalszą podróż, by odnaleźć klona Syaorana, a Fay, Kurogane i Syaoran decydują się jej towarzyszyć.                                                    |                                      |                   |                        |

## Tsubasa Shunraiki(2009)
Tsubasa Shunraiki (jap. ツバサ春雷記) zawiera dwa przewodnie motywy muzyczne. Są to czołówka Sonic Boom, śpiewana przez Maayę Sakamoto oraz piosenka końcowa pt. Kioku no Mori (jap. 記憶の森), wykonywane przez Yūkę Nanri oraz Yuki Kajiurę (FictionJunction Yuuka). Fabuła tej OVA jest powiązana z inną OVA, również wyprodukowaną przez studio Production I.G i wydaną w 2009 roku pt. ×××HOLiC Shunmuki (jap. ×××HOLiC 春夢記).
| N/o | Tytuł                                            | Premiera      | Premiera w Polsce |
| --- | ------------------------------------------------ | ------------- | ----------------- |
| 1 | Tsubasa shunraiki -zenpen- (ツバサ春雷記 -前編-) | 17 marca 2009 | brak              |
| Po tym jak Kurogane zabija króla Ashurę, aktywuje się klątwa nałożona na Faya przez Fei Wong Reeda, która więzi bohaterów w świecie Celes. Magia Faya jest niewystarczająca by złamać klątwę, więc Kurogane poświęca własne ramię, jako ofiarę potrzebną do zdjęcia zaklęcia. Następnie trafiają do kraju Nihon, ojczyzny Kurogane. Fūma dostarcza zastępcze ramię dla Kurogane kupione od Yūko w zamian z resztę mocy magicznej Faya i zdolność widzenia snów księżniczki Tomoyo. Łowca Seishirō również pojawia się w tym samym wymiarze w poszukiwaniu wampirzych braci Kamuiego i Subaru. Syaoran atakuje Seishirō, by odzyskać pióro Sakury, które ten posiada. Syaoran zdobywa pióro, ale zostaje przeniesiony do świata snów, gdzie spotyka Sakurę, Watanukiego Kimihiro, oraz swojego klona. |                                                  |               |                   |
| 2 | Tsubasa shunraiki -kōhen- (ツバサ春雷記 -後編-)  | 15 maja 2009  | brak              |
| Klon i Syaoran walczą ze sobą. Klon zdobywa przewagę i pokonuje Syaorana. Gdy Sakura próbuję ocalić prawdziwego Syaorana przed ostatecznym ciosem, klon rani ją, ale nie jest w stanie jej zabić. Obu Syaoranów próbuje odzyskać pióro, kontynuując walkę na śmierć i życie, ale w rezultacie Sakura nabija się na Hien, miecz należący do klona. Przed śmiercią Sakura wyjawia, że również jest klonem, a prawdziwa Sakura czeka na Syaorana, a następnie jej dusza umiera. Dr Kyle pojawia się i zabiera pozbawione duszy ciało Sakury do Fei Wanga, a klon znika. Yūko wyjawia, że Fei Wang przebywa w Królestwie Clow, a Watanuki zapłacił za tę informację własnymi wspomnieniami. Bohaterowie wyruszają w podróż do Królestwa Clow.                                                            |                                                  |               |                   |